# Апостольский нунций в Гамбии
Апостольский нунций в Республике Гамбия — дипломатический представитель Святого Престола в Гамбии. Данный дипломатический пост занимает церковно-дипломатический представитель Ватикана в ранге посла. Апостольская нунциатура в Гамбии была учреждена на постоянной основе 25 августа 1979 года.
В настоящее время Апостольским нунцием в Гамбии является архиепископ Вальтер Эрби, назначенный Папой Франциском 30 ноября 2022 года.

## История
Апостольская делегатура в Гамбии и Сьерра-Леоне была учреждена в 1975 году. 
Апостольская нунциатура в Гамбии была учреждена 25 августа 1979 года, Папой Иоанном Павла II. Однако апостольский нунций не имеет официальной резиденции в Гамбии, в его столице Банжуле и является апостольским нунцием по совместительству, эпизодически навещая страну. Резиденцией апостольского нунция в Гамбии является Монровия — столица Либерии.

## Апостольские нунции в Гамбии

### Апостольские про-нунции
- Йоханнес Диба, титулярный архиепископ Неаполи ди Проконсоларе — (25 августа 1979 — 1 июня 1983 — назначен архиепископом-епископом Фульды);
- Ромео Панчироли, M.C.C.I., титулярный архиепископ Нобы — (6 ноября 1984 — 18 марта 1992 — назначен апостольским про-нунцием в Иране);
- Луиджи Травальино, титулярный архиепископ Леттере — (4 апреля 1992 — 2 мая 1995 — назначен апостольским нунцием в Никарагуа).

### Апостольские нунции
- Антонио Лучибелло, титулярный архиепископ Фурио — (8 сентября 1995 — 27 июля 1999 — назначен апостольским нунцием в Парагвае);
- Альберто Боттари де Кастелло, титулярный архиепископ Форатианы — (18 декабря 1999 — 1 апреля 2005 — назначен апостольским нунцием в Японии);
- Георг Антонисами, титулярный архиепископ Сульци — (4 августа 2005 — 21 ноября 2012 — назначен архиепископом Мадраса и Мелапора);
- Мирослав Адамчик, титулярный архиепископ Отриколи — (8 июня 2013 — 12 августа 2017 — назначен апостольским нунцием в Панаме);
- Дагоберто Кампос Салас, титулярный архиепископ Форонтонианы — (17 августа 2018 — 14 мая 2022 — назначен апостольским нунцием в Панаме);
- Вальтер Эрби, титулярный архиепископ Непи — (30 ноября 2022 — по настоящее время).